# Nayib Bukele
Nayib Armando Bukele Ortez (pronunție spaniolă: [naˈʝiβ buˈkele]; n. 24 iulie 1981, San Salvador, El Salvador) este un politician și om de afaceri din El Salvador, al 43-lea președinte al statului El Salvador, în funcție din data de 1 iunie 2019.

## Biografie
El este, prin tată, de origine arabă palestiniană, iar prin mamă de origine spaniolă (partea arabă a numelui său fiind la origine Najib Abu Kila). A fost ales președinte candidând din partea unui partid conservator GANA - Marea Alianță pentru Unitate Națională, și este cel dintâi președinte, de la José Napoleon Duarte în 1984, care nu a fost ales din partea celor două partide mari FMLN și ARENA.
A fost ales in 2019 cu 53% din voturi și a fost reales in 2024 cu circa 85%. În trecut s-a distins ca primar al orașului Nuevo Cuscatlán (2012-2015) și al capitalei San Salvador (2015-2018), când a fost ales din partea partidului radical de stânga Frontul de Eliberare Națională Farabundo Marti. Bukele a promovat o economie liberală, iar pe plan social a fost conservator. S-a distins printr-o politică agresivă de securitate, care a implicat măsuri de stare de urgență, recurgând la zeci de mii de arestări administrative (peste 83.000 până în decembrie 2024, inclusiv 12.000 deținuți într-un Centru de Detenție pentru Terorism, recent construit) în lupta împotriva bandelor de crimă organizată care au făcut din El Salvador vreme de ani de zile unul din statele cu cea mai mare criminalitate și cu un procent foarte ridicat de omucideri. Aceste măsuri represive au dus la reducerea însemnată a ratei de omucideri, ajungând în 2023, după datele oficiale, de la peste 100 la 2,4 omucideri la 100.000 locuitori, cea mai mică rată de omoruri din cele două Americi, după Canada. Aceasta a permis populației o îmbunătățire a calității vieții, ceea ce a adus președintelui Bukele Ortez o foarte mare popularitate. Descris ca un tânăr „rege filosof”, președinția sa, energică și inovatoare, a luat o cotitură autoritară.
La alegerile legislative din 2021, noul său partid Idei Noi s-a clasat pe primul loc în parlament, punând capăt bipartismului care domina viața politică a țării de la sfârșitul războiului civil. În același an Bukele Ortez s-a confruntat cu o criză politică-judiciară si a impus schimbarea componenței Curții Supreme. Aceasta i-a permis să candideze (prima data în țară de la 1944) pentru un al doilea mandat de președinte, cu condiția de a ceda temporar funcția în preajma alegerilor. În 2021 moneda virtuală bitcoin a devenit o monedă legală în El Salvador. Bukele a promovat construirea unui Bitcoin City, în care energia geotermică este folosită pentru fabricarea de bitcoin. În iunie 2023 parlamentul salvadorian a aprobat propunerile președintelui de a reduce numărul de municipii de la 262 la 44 și numărul de locuri în parlament de la 84 la 60. Cu ajutor financiar din China a construit unul din cele două centre noi ale surfingului Surf City 1 și o nouă și modernă Bibliotecă Națională, deschisă pentru public, fără întrerupere, ziua și noaptea, în toate zilele săptămânii. A rupt relațiile diplomatice cu regimul chavist din Venezuela și a retras recunoașterea diplomatică a  Republicii Arabe Democrate Saharawi.